# De Havilland Sea Vixen

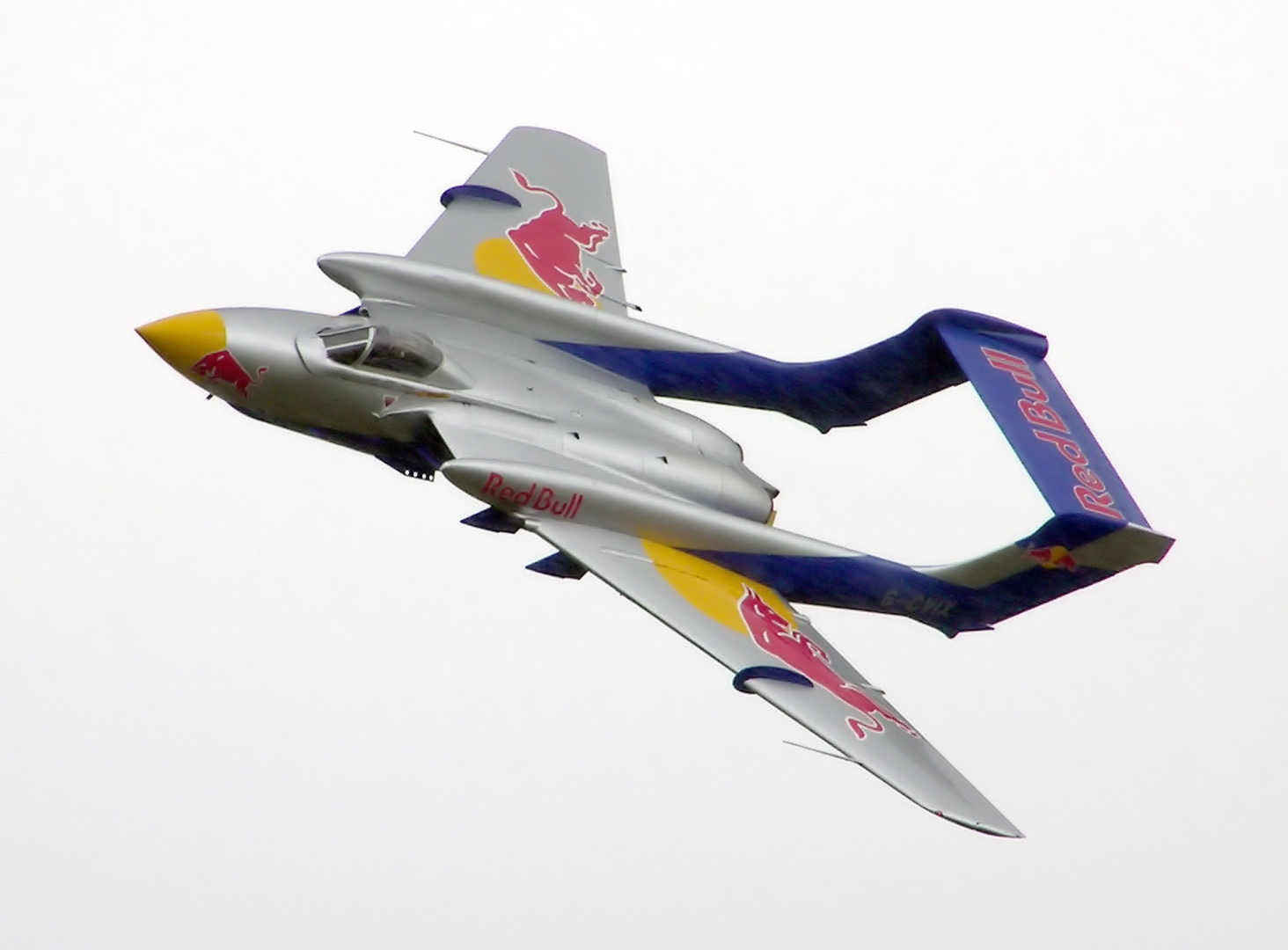
Een de Havilland DH.110 Sea Vixen tijdens een vliegshow in 2004

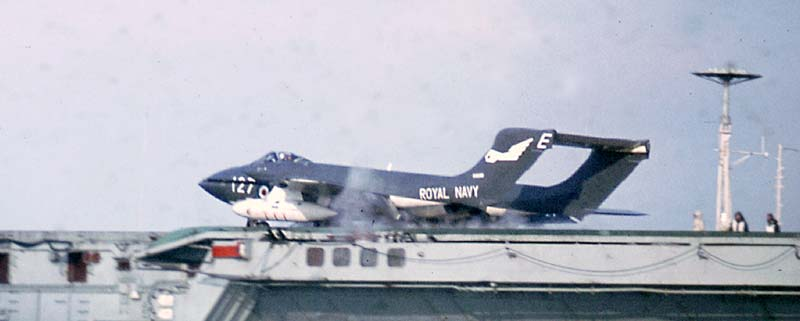
Een Sea Vixen landt op het vliegdekschip HMS Eagle

De de Havilland Sea Vixen is een jachtvliegtuig van de Britse firma de Havilland. Het toestel heeft twee staartbomen met een hooggeplaatst stabilo en twee Rolls-Royce Avon-motoren in de romp. De vleugels staan in pijlstelling. De cockpit lijkt asymmetrisch (links) in de romp geplaatst. De radar-operateur zit rechts van de vlieger, verlaagd, en heeft geen vrij uitzicht. Het toestel was populair bij de vliegers maar niet bij de 2e man.
Het vliegtuig is oorspronkelijk bekend als de DH.110. In 1951 werd het eerste prototype gebouwd en in 1959 begon de Sea Vixen actieve dienst in de Britse Royal Navy. Het oorspronkelijk model, FAW.1, werd in 1964 vervangen door de opvolger, FAW.2. In 1972 werd het vliegtuig uitgefaseerd, hoewel enkele toestellen nog dienstdeden als onbemand vliegtuig onder modelnummer D.3.

## Technische gegevens
- Afmetingen:

Spanwijdte 15,25 meter; lengte 16,95 meter; hoogte 3,25 meter; vleugeloppervlak 60,35 m².
- Gewicht:

Ongeveer 15.900 kg;
- Motortype:

Twee Rolls-Royce Avon 208 straalmotoren van 45 kN stuwkracht.
- Geschatte prestaties:

Maximumsnelheid 1100 km/h.; plafond 15.240 meter; vliegduur 1,5 uur (zonder bijtanken in de lucht).
- Bewapening:

Vier Red Top geleide raketten, 24 ongeleide raketten, bommen.